# Midway
Midway Games是原美国电子游戏开发商与发行商。Midway的作品有真人快打系列、吃豆子、间谍猎手、電子世界爭霸戰、Rampage等。Midway还获得了原威廉姆斯电子和雅达利的游戏，比如保卫者、鸵鸟骑士、机器人大战：2084、圣铠传说等。
公司前身为1958年建立的游乐场游戏生产商Midway Manufacturing。1973年公司转向互动娱乐产业，开发并发行街机游戏。Midway在1988年收购并重组WMS产业。在引领街机业多年后，公司在1996年起进入家用游戏市场，并于同年首次公开募股。WMS在1998年从Midway分离，但后者依然对前者控股。Midway在2000年时是第四大电子游戏发行商。
2000年后，Midway继续开发与发行家用机和掌机游戏，但公司年度净亏损巨大，并发行一系列股票债券筹款融资。Viacom和CBS公司持有者Sumner Redstone的股份从1998年的15%增长到2007年的87%。2008年12月，Redstone将他全部7000万美元的Midway股份售给私人投资者马克·托马斯。2009年2月，Midway Games在特拉華州申告破產。华纳兄弟互动娱乐收购了Midway的资产，Midway和马克·托马斯清算了他的股份和债务。